# Bryum pycnodictyum
Bryum pycnodictyum är en bladmossart som beskrevs av C. Müller 1900. Bryum pycnodictyum ingår i släktet bryummossor, och familjen Bryaceae. Inga underarter finns listade i Catalogue of Life.